# Доктор Ху (3. сезона)
Трећа сезона британске научнофантастичне телевизијске серије Доктор Ху је почела 11. септембра 1965. епизодом Четири стотине зора, а завршила се 16. јула 1966. епизодом Ратни стројеви (4. део). Само 17 од 45 епизода је сачувано у архиви ББЦ-а, а 28 се и даље води као нестало. Због тога су само 3 серијала потпуна.

## Улоге

### Главне
- Вилијам Хартнел као Први Доктор
- Морин О'Брајен као Вики (епизоде 1−4, 6−9)
- Адријан Хил као Катарина (епизоде 10−13)
- Џеки Лејн као Додо Шапле (епизоде 26−43)
- Питер Пурвс као Стивен Тејлор (епизоде 1−4, 6−41)
- Џин Марш као Сара Кингдом (епизоде 14−21)

Вилијам Хартнел наставља своје путовање као Први Доктор у пратњи пратилаца Вики (Морин О'Брајен) и Стивена Тејлора (Питер Пурвс). У трећем серијалу Творци митова, Вики је отишла и заменила ју је Катарина (Адријан Хил). Катаринин мандат је био кратак, а лик је убијен у епизоди Издајници. На неким списковима пратилаца, Сара Кингдом (Џин Марш) је укључена као пратитељка, иако је њено појављивање било ограничено на касније епизоде серијала Велики план Далека.
Додо Шапле (Џеки Лејн) придружила се Доктору и Стивену у следећем серији Покољ. Није било промена у првенственој глумачкој постави све до Стивеновог одласка у претпоследњој причи Дивљаци. Током последње приче Ратни стројеви, Додо такође одлази, а Доктору су се придружили Поли (Анеки Вилс) и Бен (Мајкл Крејз). Као и у претходним сезонама, екипа пратилаца се мењала од почетка до краја.

### Епизодне
- Анеки Вилс као Поли (епизоде 42−45)
- Мајкл Крејз као Бен Џексон (епизоде 42−45)

### Гости
- Адријан Хил као Катарина (епизода 9)
- Џин Марш као Сара Кингдом (епизода 13)
- Џеки Лејн као Додо Шапле (епизода 25)

## Епизоде
Џон Вајлс је заменио Верити Ламберт као продуцент после епизоде Задатак у непознато. Инес Лојд је, заузврат, заменила Вајлса после Ковчега. Доналд Тош је наставио да ради као уредник сценарија до епизоде Свештеник смрти, а заменио га је Џери Дејвис почевши од епизоде Звоно пропасти.
Пракса да се свакој појединачној епизоди даје другачији наслов напуштена је након епизоде ОК Корал пред крај сезоне. Ова сезона је била значајна по најдужем серијалу до сада Велики план Далека који садржи 12 епизода. Рекорд о серијалу као најдужем на крају је оборила 14-делна 23. сезона. Претходница ове приче Задатак у непознато није била само најкраћа прича, већ је била истакнута и по одсуству целе редовне глумачке екипе. Епизода је настала када је Планета дивова, уводни серијал 2. сезоне, смањена са четири на три епизоде, остављајући једну епизоду задржаном у продукцијском распореду. Уместо покушаја да се направи прича од једне епизоде или да се епизода дода већ нарученој причи, одлучено је да се ова епизода користи као трејлер за постављање предстојеће приче о Далецима од 12 делова.
Четири приче из треће сезоне (епизода Задатак у непознато и серијали Творци митова, Покољ и Дивљаци) потпуно су нестале из архиве ББЦ-а, без преживелих епизода. Даље, Задатак у непознато и Ковчег су две од само три приче из читаве серије без преживелих снимака из било ког извора (друга је Марко Поло из 1. сезоне). Само три овосезонске приче (Ковчег, Револвераши и Ратни стројеви) су целокупни. Епизода Задатак у непознато, међутим, јединствена је по томе што је то једина недостајућа епизода серије која је у потпуности рекреирана у живој акцији, при чему је пројекат који су направили студенти по квалитету продукције једнак оном на телевизији из 1960-их.
Трећа сезона је најдужа сезона серије до сада, са 45 епизода у 10 серијала. Шеста сезона је произвела само једну епизоду мање у 7 серијала.
Покољ је био први серијал у ком је главни глумац добио две улоге. Вилијам Хартнел није играо само Доктора, већ и калуђера од Амбоаза. Овај начин је поновио Патрик Траутон у серијалу Непријатељ света 5. сезоне.
| Бр. еп. (укупно) | Бр. еп. (у сезони) | Наслов                          | Редитељ           | Сценариста                | Премијера           | Гледаност у Британији (милиони) |
| --- | ------------------ | ------------------------------- | ----------------- | ------------------------- | ------------------- | ------------------------------- |
| 82 | 1                  | "Четири стотине зора"†          | Дерек Мартинус    | Вилијам Ејмс              | 11. септембар 1965. | 9.00                            |
| Након сусрета са непријатељским роботом званим Чамбли, Доктора и његове пратиоце спашава скупина женских Дравина. |                    |                                 |                   |                           |                     |                                 |
| 83 | 2                  | "Челична замка"†                | Дерек Мартинус    | Вилијам Ејмс              | 18. септембар 1965. | 9.50                            |
| Са сазнањем да ће планета бити уништена за два дана, Дравини упућују Доктора да им помогне да украду Рилсов брод. |                    |                                 |                   |                           |                     |                                 |
| 84 | 3                  | "Ваздушна брава"                | Дерек Мартинус    | Вилијам Ејмс              | 25. септембар 1965. | 11.30                           |
| Доктор и Вики се сусрећу са Риловима и сазнају да је стање сложеније него што су мислили, док Стивен сматра да је гостопримство Дравина све опасније. |                    |                                 |                   |                           |                     |                                 |
| 85 | 4                  | "Планета која пуца"†            | Дерек Мартинус    | Вилијам Ејмс              | 2. октобар 1965.    | 9.90                            |
| Доктор и Вики траже помоћ Чамблија да спасу Стивена од Дравина, а затим пронађу пут са планете пре њеног уништења. |                    |                                 |                   |                           |                     |                                 |
| 86 | 5                  | "Задатак у непознато"†          | Дерек Мартинус    | Тери Нејшн                | 9. октобар 1965.    | 8.30                            |
| Свемирски агент Марк Кори истражује уочавање брода Далека и открива да имају базу на Кембелу. Али његова посада је заражена Варга биљкама увезеним са Скара и почиње да мутира у Варгас. |                    |                                 |                   |                           |                     |                                 |
| 87 | 6                  | "Храм тајни"†                   | Мајкл Листон-Смит | Доналд Котон              | 16. октобар 1965.   | 8.30                            |
| ТАРДИС слеће усред Тројанског рата где је Доктор погрешно сматран богом Зевсом. |                    |                                 |                   |                           |                     |                                 |
| 88 | 7                  | "Мали пророк, велики повратак"† | Мајкл Листон-Смит | Доналд Котон              | 23. октобар 1965.   | 8.10                            |
| Док Одисеј приморава Доктора да пронађе начин да победи у рату, Стивен одлучује да се зароби како би ушао у Троју и пронашао Вики и ТАРДИС. |                    |                                 |                   |                           |                     |                                 |
| 89 | 8                  | "Смрт шпијуна"†                 | Мајкл Листон-Смит | Доналд Котон              | 30. октобар 1965.   | 8.70                            |
| Пошто су Стивен и Вики заробљени од стране Тројанаца, једина Докторова нада да ће их поново видети је да предложи идеју о Тројанском коњу. |                    |                                 |                   |                           |                     |                                 |
| 90 | 9                  | "Коњ уништења"†                 | Мајкл Листон-Смит | Доналд Котон              | 6. новембар 1965.   | 8.30                            |
| Доктор чека у Тројанском коњу прилику да дође до својих сапутника, али Стивенов претпостављени идентитет грчког војника и Викина растућа осећања према Троилу угрожавају њихово бекство. |                    |                                 |                   |                           |                     |                                 |
| 91 | 10                 | "Кошмар почиње"†                | Даглас Камфилд    | Тери Нејшн                | 13. новембар 1965.  | 9.10                            |
| Доктор се сукобљава са Далецима и агентом посебног обезбеђења Бретом Вајоном на планети Кембел. |                    |                                 |                   |                           |                     |                                 |
| 92 | 11                 | "Дан Армагедона"                | Даглас Камфилд    | Тери Нејшн                | 20. новембар 1965.  | 9.80                            |
| Доктор се убацује на скуп Далека како би покушао да открије њихове планове, остављајући Стивена, Катарину и Брета да пронађу пут са планете. |                    |                                 |                   |                           |                     |                                 |
| 93 | 12                 | "Ђавоља планета"†               | Даглас Камфилд    | Тери Нејшн                | 27. новембар 1965.  | 10.30                           |
| Доктор и његови пријатељи беже из Кембела у Спар броду, али их Далеци терају на планету Десперус где им прети скупина осуђеника. |                    |                                 |                   |                           |                     |                                 |
| 94 | 13                 | "Издајници"†                    | Даглас Камфилд    | Тери Нејшн                | 4. децембар 1965.   | 9.50                            |
| Пошто је Катарина узета за таокињу, Доктор, Стивен и Брет су у опасности да морају да попусте пред Кирксеновим захтевима док их на Земљи Чен наводи као издајнике. |                    |                                 |                   |                           |                     |                                 |
| 95 | 14                 | "План"                          | Даглас Камфилд    | Тери Нејшн                | 11. децембар 1965.  | 9.90                            |
| Доктор, Стивен и Сара су случајно превезени на планету Мира где Чен шаље Далеке за њима. |                    |                                 |                   |                           |                     |                                 |
| 96 | 15                 | "Корона Сунца"†                 | Даглас Камфилд    | Денис Спунер              | 18. децембар 1965.  | 9.10                            |
| Доктор, Стивен и Сара беже од Мире у броду за потеру Далека, али када су открили да се брод враћа у Кембел, приморани су да смисле нови план да избегну Далеке. |                    |                                 |                   |                           |                     |                                 |
| 97 | 16                 | "Стивенов празник"†             | Даглас Камфилд    | Тери Нејшн                | 25. децембар 1965.  | 7.90                            |
| Доктор, Стивен и Сара посећују полицијску станицу у Ливерпулу на Божић и холивудски филм смештен током 1920-их. |                    |                                 |                   |                           |                     |                                 |
| 98 | 17                 | "Вулкан"†                       | Даглас Камфилд    | Тери Нејшн                | 1. јануар 1966.     | 9.60                            |
| Далеци схватају да им је Доктор дао лажно Таранијумско језгро док на планети Тигус Доктор наилази на монаха који воли да буде мирођија у свакој чорби. |                    |                                 |                   |                           |                     |                                 |
| 99 | 18                 | "Златна смрт"†                  | Даглас Камфилд    | Денис Спунер              | 8. јануар 1966.     | 9.20                            |
| Доктор, Стивен и Сара путују у Древни Египат, а прогоне их Далеци и монах који воли да буде мирођија у свакој чорби. |                    |                                 |                   |                           |                     |                                 |
| 100 | 19                 | "Прекидач за бекство"           | Даглас Камфилд    | Денис Спунер              | 15. јануар 1966.    | 9.50                            |
| Стивена, Сару и монаха заробљавају Далеци како би натерали Доктора да преда Таранијумско језгро. |                    |                                 |                   |                           |                     |                                 |
| 101 | 20                 | "Напуштена планета"†            | Даглас Камфилд    | Денис Спунер              | 22. јануар 1966.    | 9.80                            |
| Доктор, Стивен и Сара стижу до Кембела где откривају да су Далеци издали своје савезнике и затворили их. |                    |                                 |                   |                           |                     |                                 |
| 102 | 21                 | "Уништење времена"†             | Даглас Камфилд    | Денис Спунер              | 29. јануар 1966.    | 8.60                            |
| Пошто су Далеци спремни да нападну Сунчев систем, Доктор одлучује да је његова једина могућност да прерано активира Уништитељ времена, претећи целој планети. |                    |                                 |                   |                           |                     |                                 |
| 103 | 22                 | "Рат Божји"†                    | Педи Расел        | Џон Лукароти              | 5. фебруар 1966.    | 8.00                            |
| ТАРДИС слеће у Париз у шеснаестом веку и Стивен се укључује у скупину хугенота. |                    |                                 |                   |                           |                     |                                 |
| 104 | 23                 | "Морски просјак"†               | Педи Расел        | Џон Лукароти              | 12. фебруар 1966.   | 6.00                            |
| Док покушава да пронађе Доктора, Стивен открива заверу за убиство човека познатог као Морски просјак. |                    |                                 |                   |                           |                     |                                 |
| 105 | 24                 | "Свештеник смрти"†              | Педи Расел        | Џон Лукароти              | 19. фебруар 1966.   | 5.90                            |
| Стивен је открио идентитет Морског просјака, али може ли на време да упозори Хугеноте? |                    |                                 |                   |                           |                     |                                 |
| 106 | 25                 | "Звоно пропасти"†               | Педи Расел        | Џон Лукароти и Доналд Тош | 26. фебруар 1966.   | 5.80                            |
| Стивен се поново придружује Доктору и они напуштају Париз непосредно пре покоља, остављајући Ен иза себе. |                    |                                 |                   |                           |                     |                                 |
| 107 | 26                 | "Челично небо"                  | Мајкл Ајмисон     | Пол Ериксон и Лесли Скот  | 5. март 1966.       | 5.50                            |
| Доктор, Стивен и Додо стижу на џиновском свемирском броду милионима година у будућности, преносећи последње људе са Земље осуђене на пропаст. |                    |                                 |                   |                           |                     |                                 |
| 108 | 27                 | "Куга"                          | Мајкл Ајмисон     | Пол Ериксон и Лесли Скот  | 12. март 1966.      | 6.90                            |
| Пошто је Ковчег заражен вирусом прехладе, Доктор мора да убеди Чуваре да му верују како би могао да пронађе лек. |                    |                                 |                   |                           |                     |                                 |
| 109 | 28                 | "Повратак"                      | Мајкл Ајмисон     | Пол Ериксон и Лесли Скот  | 19. март 1966.      | 6.20                            |
| Доктор, Стивен и Додо су путовали 700 година у будућност и открили да је Ковчег сада под контролом Моноида док се приближава Рефузису. |                    |                                 |                   |                           |                     |                                 |
| 110 | 29                 | "Бомба"                         | Мајкл Ајмисон     | Пол Ериксон и Лесли Скот  | 26. март 1966.      | 7.30                            |
| Моноиди напуштају Ковчег, остављајући Стивена и Чуваре да пмру, али побуна у њиховим редовима може дати Доктору прилику да успостави мир. |                    |                                 |                   |                           |                     |                                 |
| 111 | 30                 | "Небеска соба играчака"†        | Бил Селарс        | Брајан Хејлс              | 2. април 1966.      | 8.00                            |
| Доктор, Стивен и Додо стижу у царства Небеског творца играчака који их приморава да играју његове смртоносне игре. |                    |                                 |                   |                           |                     |                                 |
| 112 | 31                 | "Дворана лутака"†               | Бил Селарс        | Брајан Хејлс              | 9. април 1966.      | 8.00                            |
| Док Доктор наставља да игра Трилогијску игру са Творцем играчака, Стивен и Додо су укључени у смртоносну игру музичких столица. |                    |                                 |                   |                           |                     |                                 |
| 113 | 32                 | "Подијум"†                      | Бил Селарс        | Брајан Хејлс              | 16. април 1966.     | 9.40                            |
| Стивен и Додо су приморани да пређу на плесни подијум где лутке Творца играчака планирају да их натерају да плешу заувек. |                    |                                 |                   |                           |                     |                                 |
| 114 | 33                 | "Коначни испит"                 | Бил Селарс        | Брајан Хејлс              | 23. април 1966.     | 7.80                            |
| Док се Доктор ближи крају своје игре против Творца играчака, Стивен и Додо се боре са Сирилом у смртоносној игри поскока како би покушали да поврате ТАРДИС. |                    |                                 |                   |                           |                     |                                 |
| 115 | 34                 | "Празник за Доктора"            | Рекс Такер        | Доналд Котон              | 30. април 1966.     | 6.50                            |
| ТАРДИС стиже у Гробницу у Аризони 1881. Тамо Доктор тражи зубара јер га боли зуб и проналази месног зубара који је чувени др. Холидеј који је у свађи са браћом Клантон и њиховим унајмљеним револверашем Џонијем Ринго док месни шериф Вајат Ерп покушава да одржи мир. Доктор, Стивен и Додо удружују снаге са браћом Клантон и шерифом Вајатом Ерпом. |                    |                                 |                   |                           |                     |                                 |
| 116 | 35                 | "Не убијаја пијанисту"          | Рекс Такер        | Доналд Котон              | 7. мај 1966.        | 6.60                            |
| Пошто Клантонови верују да је Доктор др. Холидеј, Вајат Ерп га одводи у заштитни притвор, али то доводи Стивена и Додо у опасност. |                    |                                 |                   |                           |                     |                                 |
| 117 | 36                 | "Џони Ринго"                    | Рекс Такер        | Доналд Котон              | 14. мај 1966.       | 6.20                            |
| Ерп долази у помоћ Стивену и хапси Финеаса Клантона што је навело Клантонове да одлуче да затраже помоћ Џонија Ринга. |                    |                                 |                   |                           |                     |                                 |
| 118 | 37                 | "ОК Корал"                      | Рекс Такер        | Доналд Котон              | 21. мај 1966.       | 5.70                            |
| Цлантонови су упуцали Ворена Ерпа што је довело до обрачуна између две породице, а Доктор је немоћан да спречи крвопролиће. |                    |                                 |                   |                           |                     |                                 |
| 119 | 38                 | "Дивљаци (1. део)"†             | Кристофер Бери    | Ијан Стјуарт Блек         | 28. мај 1966.       | 4.80                            |
| Доктор, Стивен и Додо стижу у далеку будућност и добродошли су од стране напредне цивилизације Стараца, али убрзо почињу да сумњају да крију тајну. |                    |                                 |                   |                           |                     |                                 |
| 120 | 39                 | "Дивљаци (2. део)"†             | Кристофер Бери    | Ијан Стјуарт Блек         | 4. јун 1966.        | 5.60                            |
| Доктор, Стивен и Додо истражују зашто постоје дивљаци у граду Стараца и откривају праву цену савршеног друштва Стараца. |                    |                                 |                   |                           |                     |                                 |
| 121 | 40                 | "Дивљаци (3. део)"†             | Кристофер Бери    | Ијан Стјуарт Блек         | 11. јун 1966.       | 5.00                            |
| Доктор је подвргнут поступку извлачења Стараца, а Стивен и Додо морају да се врате у свој град да га спасу. |                    |                                 |                   |                           |                     |                                 |
| 122 | 41                 | "Дивљаци (4. део)"†             | Кристофер Бери    | Ијан Стјуарт Блек         | 18. јун 1966.       | 4.50                            |
| Доктор подстиче дивљаке да коначно окончају угњетавање стараца и тражи помоћ од невероватног савезника. |                    |                                 |                   |                           |                     |                                 |
| 123 | 42                 | "Ратни стројеви (1. део)"       | Мајкл Фергусон    | Ијан Стјуарт Блек         | 25. јун 1966.       | 5.40                            |
| Доктор и Додо се враћају у Лондон у садашњост, а Доктор постаје забринут за ВОТАН, нови супер-рачунар инсталиран у Поштанском торњу. |                    |                                 |                   |                           |                     |                                 |
| 124 | 43                 | "Ратни стројеви (2. део)"       | Мајкл Фергусон    | Ијан Стјуарт Блек         | 2. јул 1966.        | 4.70                            |
| Додо је под контролом ВОТАН-а и покушава да намами Доктора у замку док остали ВОТАН-ови робови почињу изградњу његових роботских ратних стројева. |                    |                                 |                   |                           |                     |                                 |
| 125 | 44                 | "Ратни стројеви (3. део)"       | Мајкл Фергусон    | Ијан Стјуарт Блек         | 9. јул 1966.        | 5.30                            |
| Бен покушава да побегне из складишта, али га хвата Поли која је сада такође под ВОТАН-овом контролом и приморана да ради на изградњи Ратног строја. |                    |                                 |                   |                           |                     |                                 |
| 126 | 45                 | "Ратни стројеви (4. део)"       | Мајкл Фергусон    | Ијан Стјуарт Блек         | 16. јул 1966.       | 5.50                            |
| Први ратни строј је поражен, али Доктор има само неколико сати да уништи ВОТАН-а пре него што се активира остатак његове војске. |                    |                                 |                   |                           |                     |                                 |

^†  Изгубљена епизода.

## Недостајуће епизоде
- Четири стотине зора
- Челична замка
- Планета која пуца
- Задатак у непознато
- Храм тајни
- Мали пророк, велики повратак
- Смрт шпијуна
- Коњ уништења
- Кошмар почиње
- Ђавоља планета
- Издајници
- Корона сунца
- Стивенов празник
- Вулкан
- Златна смрт
- Напуштена планета
- Уништење времена
- Рат Божји
- Морски просјак
- Свештеник смрти
- Звоно пропасти
- Небеска соба играчака
- Дворана лутака
- Подијум
- Коначни испит
- Дивљаци (1. део)
- Дивљаци (2. део)
- Дивљаци (3. део)
- Дивљаци (4. део)